# Kreuzkogel (Großarl)
Der Kreuzkogel ist ein 2027 m ü. A. hoher Berg in der Ankogelgruppe der Zentralalpen im österreichischen Bundesland Salzburg.

## Lage und Umgebung
Der Gipfel des Kreuzkogels markiert die Grenze von drei Katastralgemeinden: von Bach und Unterberg in der Marktgemeinde Großarl und von Harbach in der Marktgemeinde Bad Hofgastein. Zu den Bergen in der Umgebung gehören das 2036 m ü. A. hohe Fulseck im Nordwesten und der 2074 m ü. A. hohe Krämerkogel im Süden. Am Kreuzkogel entspringen mit dem Alpseitengraben ein Nebenbach des Harbachs und ein ebenfalls Harbach heißender Nebenbach des Unterbergbachs, der in die Großarler Ache mündet. Es gibt mehrere Almen am Berg: die Gehwolfalm in der Ortschaft Unterberg an den nordöstlichen Hängen, die Kühager-Heimalm in der Ortschaft Harbach an den westlichen Hängen und die Mandlbauer-Heimalm in der Ortschaft Bach an den südöstlichen Hängen.
Der Kreuzkogel zählt zu den 55 Gipfeln des Gasteinertals, für deren vollständige Besteigung der Gasteiner Gipfelkranz vergeben wird, die höchste Klasse der Gasteiner Wandernadeln des Österreichischen Alpenvereins. Über den Berg verlaufen einige Schipisten. Diese sind durch mehrere Liftanlagen erschlossen: die Kabinenbahn der Panoramabahn Großarltal, die Sesselbahnen Kreuzkogel und Harbach, die Sessellifte Kreuzkogel, Kühhageralm und Sonnenbahn-Großarltal sowie den Übungsschlepplift Kreuzhöhe. Außerdem führt eine Mountainbikestrecke über den Berg.

## Geologie
Der Gipfelbereich sowie die östlichen, südlichen und westlichen Hänge des Kreuzkogels sind von Phyllit, Quarzit und Metabrekzien des Tauernfensters (Penninikum) geprägt. Im Norden schließen zunächst Marmor, Phyllit und Glimmerschiefer, dann Phyllit, Kalkschiefer und Quarzit an.

## Fauna und Flora
Die Gamswild-Ruhezone Kreuzkogel, die sich an den Südosthängen in Gipfelnähe in der Katastralgemeinde Bach erstreckt, darf von 1. Dezember bis 31. Mai nicht betreten werden. Westlich des Gipfels gibt es einen Bestand der Rostblättrigen Alpenrose (Rhododendron ferrugineum). An den südwestlichen und östlichen Hängen finden sich Grünerlen-Buschwälder.